# Giganten vom Mont’e Prama
Koordinaten: 39° 58′ N, 8° 27′ O

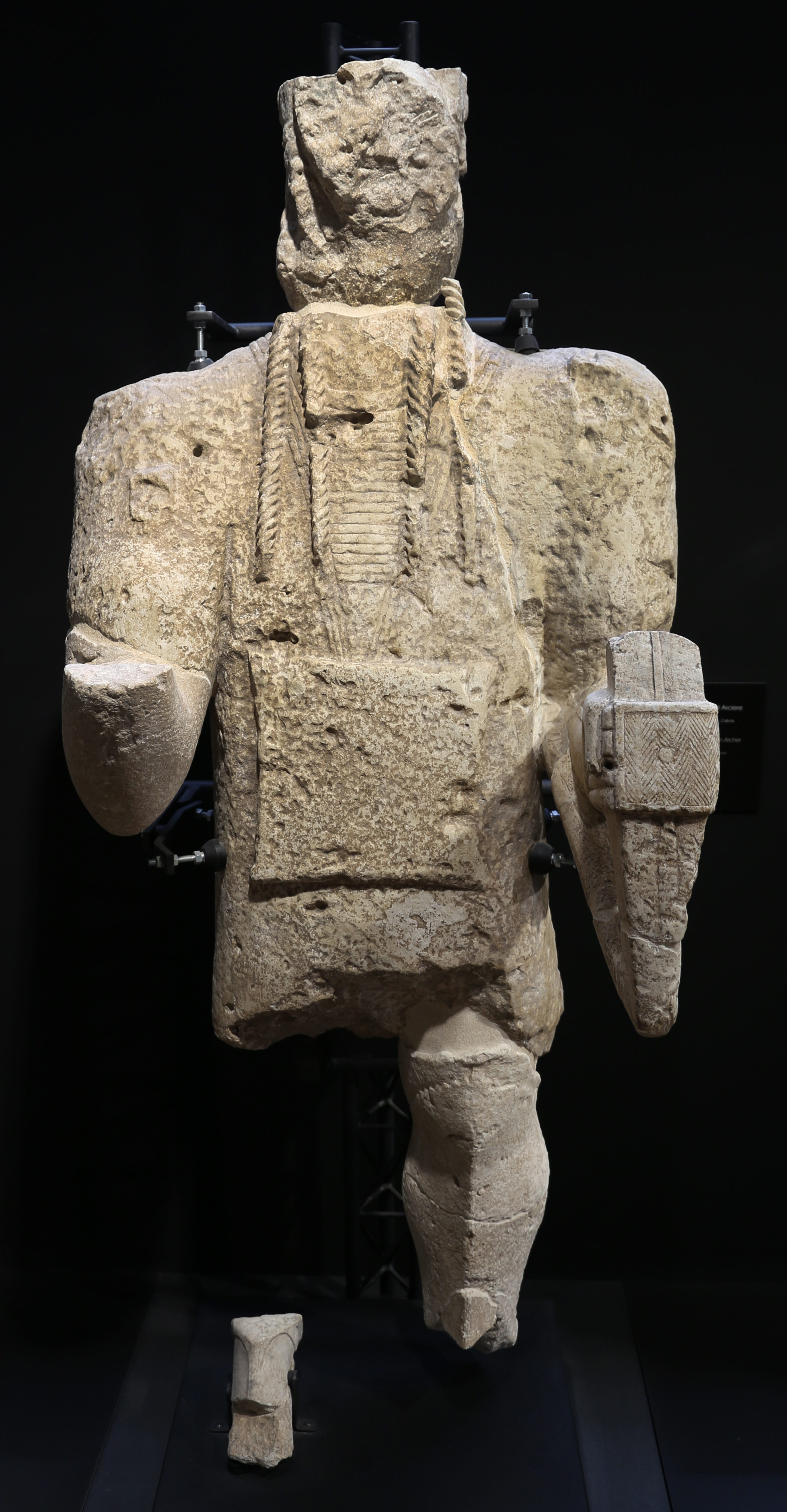
Figur von Mont’e Prama

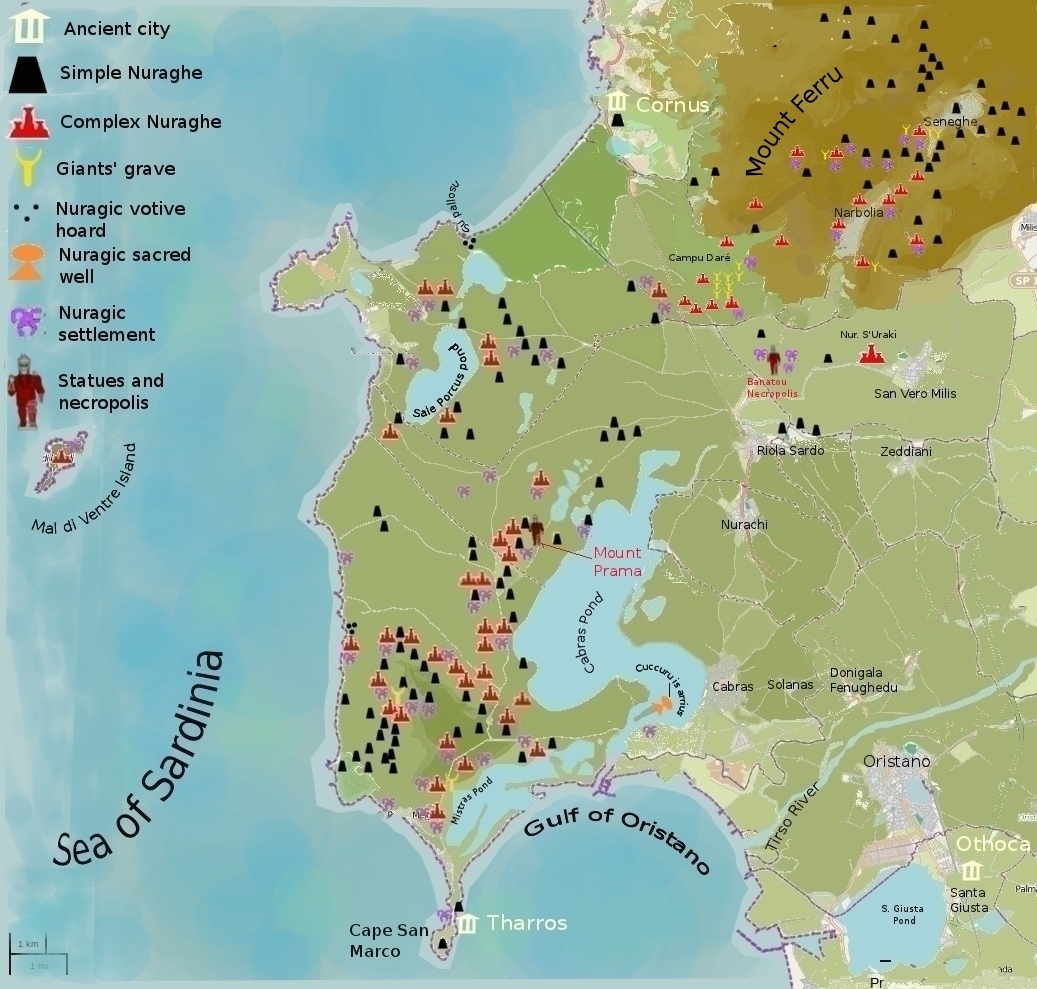
Nuraghische Siedlungen auf der Sinis-Halbinsel, die bis ins 7. Jahrhundert v. Chr. von Nuraghern bewohnt war. Die Halbinsel war bereits im frühen Neolithikum bewohnt.

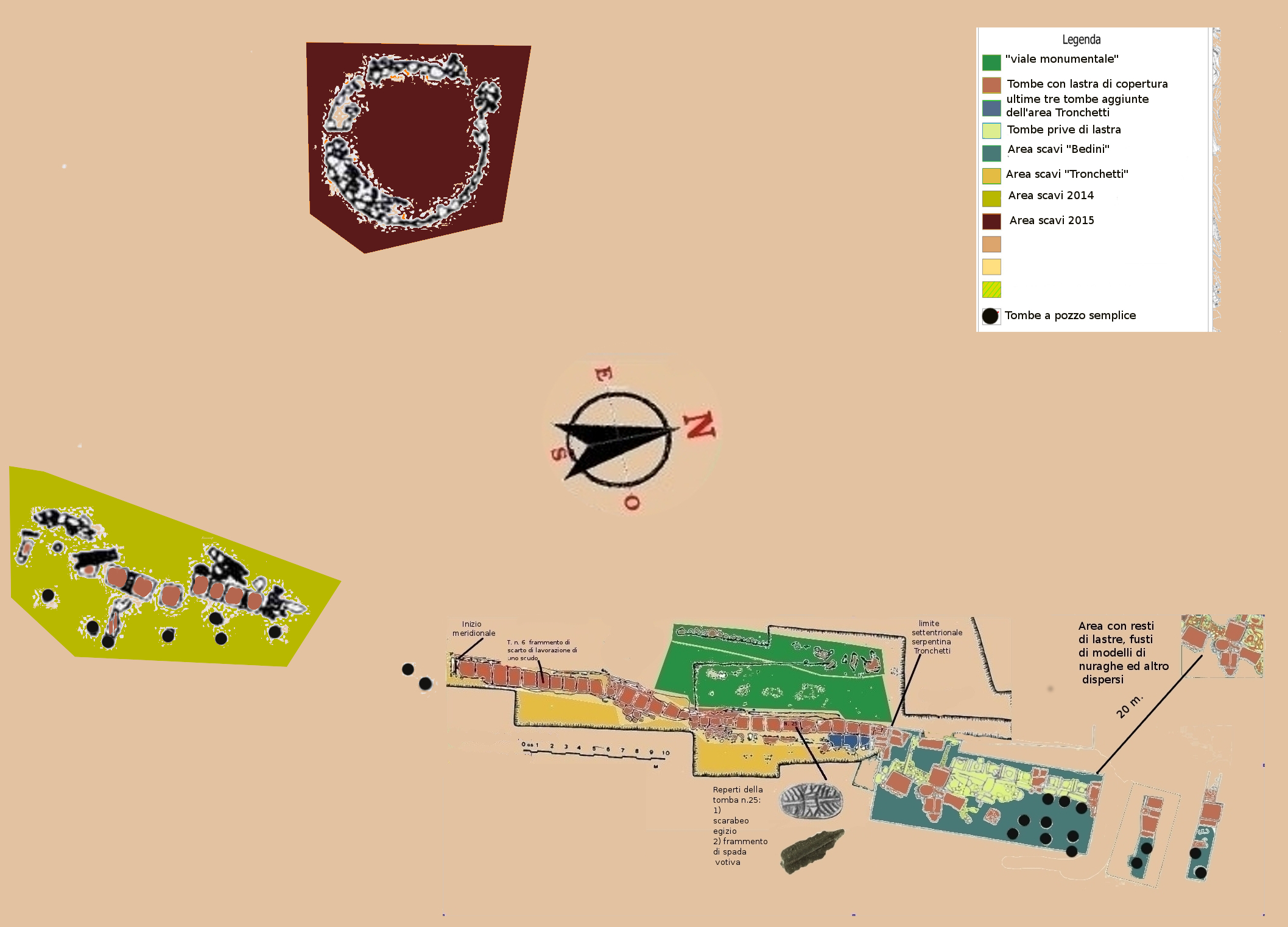
Plan der Nekropole von Monte Prama. 2012 war die Nekropole noch nicht vollständig ausgegraben

Die Giganten vom Mont’e Prama  (ital. Giganti di Mont’e Prama; sard. Zigàntes de Mònt’e Pràma) sind ehemals freistehende Sandsteinskulpturen der sardischen Nuraghenkultur. Man fand auf der Sinis-Halbinsel in der Provinz Oristano etwa 30 unversehrte nuraghische Hockergräber, die von einer etwa 15 cm dicken und einen Quadratmeter großen Sandsteinplatte bedeckt waren. In einer geschwungenen Linie aufgereiht bildeten diese einen Plattenweg von etwa 40 m Länge, der seitlich partiell durch Orthostaten gesäumt war. Unter den Platten lagen die beigabenlosen Toten in 70–80 cm tiefen Gruben, meist mit Blick nach Osten, den Kopf gelegentlich mit einer kleinen Steinplatte bedeckt.

## Beschreibung
1974 pflügte der Bauer Sisinnio Poddi am Mont’e Prama auf der Sinis-Halbinsel in der Provinz Oristano auf Sardinien den Kopf einer Statue aus. Die Behörden in Cabras informierten die Archäologen Giovanni Lilliu und Enrico Atzeni, die zwischen 1975 und 1979 vier Grabungskampagnen durchführten. Dabei kamen etwa 5000 Bruchstücke von Statuen zu Tage, deren Größe zwischen 2 und 2,5 m lag. Darunter befanden sich 15 Köpfe und 22 Büsten. Nach dem Ende der Grabungen wurden die Fundstücke in das Museo archeologico nazionale di Cagliari verbracht. Erst nachdem das zuständige Kulturministerium die Finanzierung zugesichert hatte, konnte 2007 mit den Restaurierungsarbeiten begonnen werden. Die Koordination lag beim Centro di Conservazione Archeologica di Roma in Zusammenarbeit mit den Institutionen vor Ort. Erstmals 2009 wurden 25 restaurierte Krieger-, Bogenschützen und Boxer, dazu 13 Nuraghenmodelle ausgestellt, seit November 2011 besteht eine Dauerausstellung. Um Monte Prama wurden die meisten Nuraghenmodelle gefunden. Wahrscheinlich gehörten die Überreste zu mehr als 44 Statuen. Die Objekte, die die Grabungen zwischen 2007 und 2012 zutage förderten waren sehr zahlreich. Die 5.178 Objekte wiesen zudem ein Gesamtgewicht von mehr als zehn Tonnen auf.
Auf einem nahen Abfallhaufen wurden 2000 Teilstücke von 30 archaischen Statuen aus Sandstein gefunden, die einst 2,0 bis 2,6 m hoch waren. Neben den absichtlich zerstörten Statuen wurden zerstörte Baityloi, Bronzen und Nuraghenmodelle sowie eine breite Palette von Keramiken entdeckt, die von der Nuraghenzeit bis in die römische Epoche reicht.
Unter den Statuen sind überwiegend Darstellungen von Bogenschützen und Kriegern, die große Ähnlichkeit mit den Bronzefiguren der Nuraghenkultur (Abini, Serri, Teti) aus dem 8. bis 6. Jahrhundert v. Chr. aufweisen. Eine hat den Habitus einer Lusitanischen Kriegerstatue. Viele zeigen keltisch anmutende Frisuren und orientalische Kleidung (breiter Gürtel und kurzer Kilt). Die Helme der Figuren tragen Hörner, ihre Schilde sind ausgearbeitet. Sie haben tiefliegende Augen aus exakt konzentrischen Kreisen, große Nasen, aber ihr Mund ist nur ein Strich. Was sie für die Zeit und die Insel einzig macht, ist ihre Überlebensgröße.
Seit ihrer Ausgrabung lagen sie beinahe unbeachtet in einem Keller des Museums von Cagliari. Erst im Jahre 2003 wurden sie auf öffentlichen Druck hin für die Restaurierung ausgelagert.
Ein Teil der Statuen befindet sich heute beim Archäologischen Museum in Cagliari und ein Teil in der Nähe der Ausgrabungsstelle beim Archäologischen Museum von Cabras (Oristano). Es ist geplant, nach dem Umbau und Erweiterung des Museums, alle Figuren in Cabras auszustellen.
2014 und 2016 fanden nach moderneren Methoden neue Ausgrabungen statt. Weitere Statuen, Nuraghenmodelle und eine lange Mauer wurden gefunden, was großes Aufsehen erregte. Ab September 2017 beginnen neue Ausgrabungen.

## Zeitstellung
Ihr Alter war nicht genau zu ermitteln. Die Annahmen schwankten zunächst zwischen 800 und 700 v. Chr. Um eine späte Datierung zu untermauern, stellte man Vergleiche mit den Bronzen der Abini-Gruppe her. Einige Forscher datieren diese Bronzen neuerdings aber zwei bis drei Jahrhunderte früher, d. h. vor die geometrische Epoche. Die älteste sardische Bronzekunst entstand dann wahrscheinlich vor dem mediterranen Umbruch, der um 1200 v. Chr. das Mittelmeer erschütterte und bestehende Kontakte der Insel zum östlichen Mittelmeer (Zypern) unterbrach. Das würde bedeuten, dass auf Sardinien die älteste freistehende Großplastik Europas entstand, noch bevor in Griechenland eine entsprechende Entwicklung einsetzte. Dass der Gedanke an eine von ostmediterranen Einflüssen unabhängige nuraghische Plastik nicht völlig abwegig ist, zeigt ein Fund, der in den 1980er Jahren am Brunnenheiligtum bei Sorso gemacht wurde. Es bestätigt den plastischen Stierkopf aus Kalkstein, der bereits in den 1920er Jahren am Brunnenheiligtum  Santa Vittoria entdeckt worden, jedoch wegen der unklaren Fundumstände nicht zuzuordnen war. 2015 wurde das Alter von drei Toten nach der Radiokarbonmethode (C-14) untersucht und zwischen 1.100 und 900 v. Chr. festgelegt. Diese Datierung ist aber noch umstritten.
- Carlo Tronchetti: Le tombe e gli eroi. Considerazioni sulla statuaria di Monte Prama in Il Mediterraneo di Heracles, Carocci, Rom, 2005, S. 145–167 (PDF).
- Andreina Costanzi Cobau, Le sculture di Mont'e Prama viste da vicino, Rom 2011 (online, PDF).
- Giovanni Lilliu: Sculture della Sardegna nuragica, 1966.
- Giovanni Lilliu: Cuoiai o pugilatori? A proposito di tre figurine protosarde (PDF; 39 MB), 2008 in: Alberto Moravetti (Hrsg.): Sardegna e Mediterraneo negli scritti di Giovanni Lilliu, Bd. 3.
- Giovanni Lilliu: Betili e betilini nelle tombe di giganti della Sardegna, in: Atti della Accademia Nazionale dei Lincei, Memorie, Serie IX, Bd. VI.
- Massimo Pittau: Il Sardus Pater e i guerrieri di Monte Prama. EDES, Sassari 2008, ISBN 978-88-6025-108-4.
- Roberto Sirigu: Le tombe degli eroi di Monti Prama (PDF; 4,6 MB), in: Darwin 141,1 (2006) 40–45.
- Alfonso Stiglitz: La Sardegna e l'Egitto, il progetto Shardana. In: G. Cavillier (Hrsg.): L'Egitto di Champollion e Rosellini, fra Museologia, Collezionismo e Archeologia, Genova, 2010.
- Alfonso Stiglitz, Giovanni Tore, Giuseppe Atzori, Salvatore Sebis: La penisola del Sinis tra i bronzo finale e la prima età del ferro, in: Un millennio di relazioni fra la Sardegna e i paesi del Mediterraneo, Selargius, Cagliari 1986.
- Carlo Tronchetti: I Sardi: traffici, relazioni, ideologie nella Sardegna arcaica, Longanesi 1988.
- Carlo Tronchetti: Le tombe e gli eroi. Considerazioni sulla statuaria nuragica di Mont'e Prama, in: Paolo Bernardini, Raimondo Zucca: Il Mediterraneo di Herakle, 2005 (PDF; 978 kB), S. 145–167.
- Michel-Claude Weiss, François de Lanfranchi: Les Statues-menhirs de la Corse et le contexte méditerranéen, 1997.